# SunTrust Banks

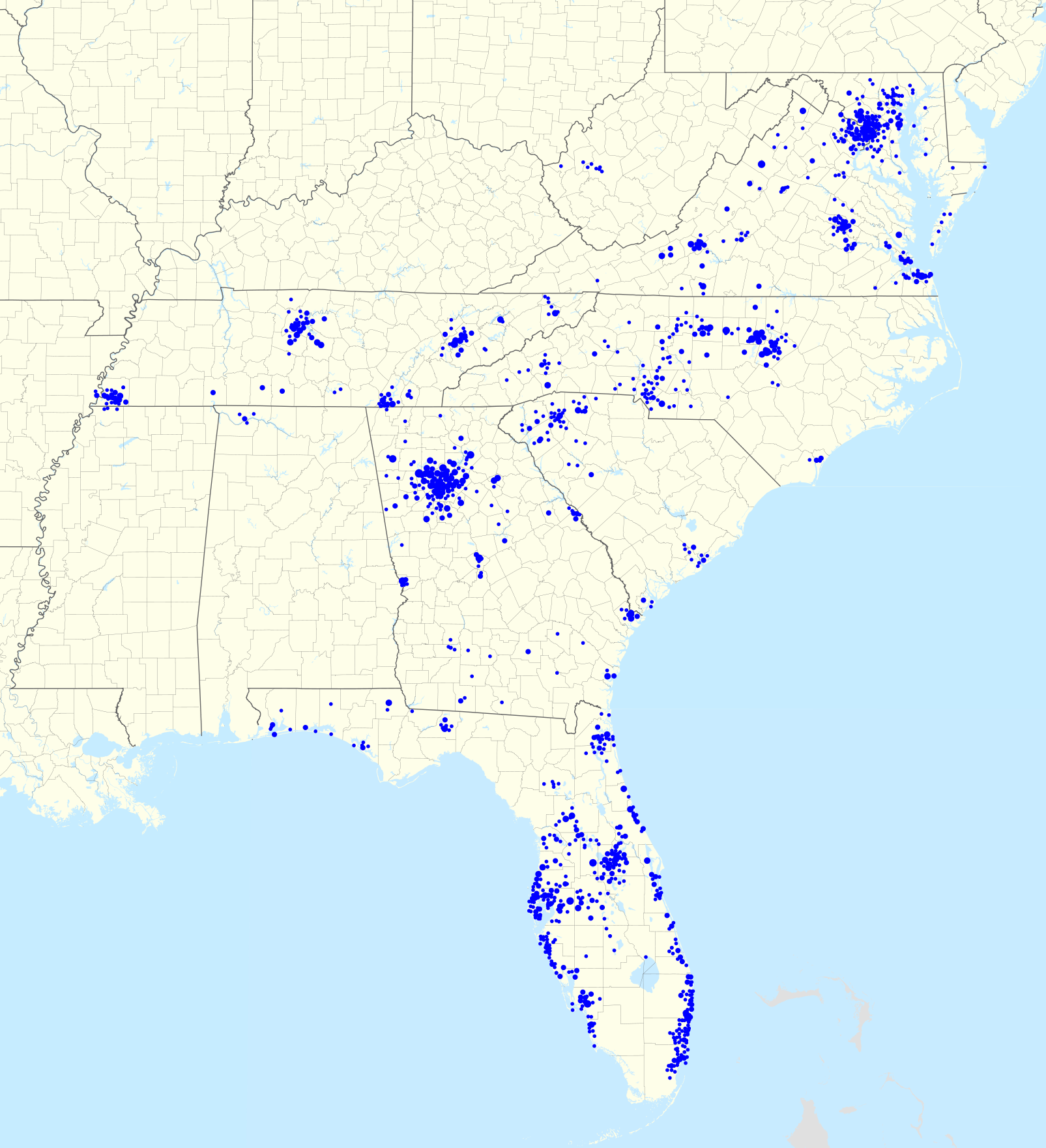
Sedi della SunTrust dislocate negli Stati Uniti.

SunTrust Banks, Inc. è una banca statunitense con sede ad Atlanta.
SunTrust gestisce 1.389 sportelli bancari e 2.144 sportelli automatici in tutti gli Stati del Sud, tra cui Alabama, Arkansas, Florida, Georgia, Maryland, Mississippi, Carolina del Nord, Carolina del Sud, Tennessee, Virginia, Virginia Occidentale e Washington.
Nel 2013, è stata condannata a pagare 1,5 miliardi di dollari "per risolvere le accuse di pratiche scadenti di prestito, servizio e pignoramento dei mutui"  e ha raggiunto un accordo preliminare di 968 milioni di dollari con il governo degli Stati Uniti nel 2014.
Nel 2019 SunTrust Banks è stata acquisita da BB&T (Branch Banking and Trust Company) per 28 miliardi di dollari in un'operazione interamente azionaria, creando il sesto più grande istituto di credito statunitense; è stata la più grande operazione bancaria dalla crisi finanziaria del 2007-2008.  Dalla fusione tra BB&T e SunTrust, il 6 dicembre 2019 è nato Truist Financial Corporation.

## Storia

### Società fiduciaria della Georgia
Il 21 settembre 1891, l'antenato aziendale più diretto di SunTrust, la Trust Company of Georgia, ottenne uno statuto dall'Assemblea Generale della Georgia come Commercial Travelers' Savings Bank di Atlanta. Atlanta. I fondatori furono John M. Green, Joel Hurt, H. L. Atwater, W. A. Hansell, T. J. Hightower, J. G. Oglesby, J. D. Turner, John B. Daniel, Joseph Hirsch, Leon Lieberman, Louis Wellhouse, A. J. McBride, D. O. Dougherty, W. A. Gregg, W. W. Draper, A. C. Hook, W. T. Ashford, George W. Brooke, C. I. Branan, and C. D. Montgomery.
Nel novembre 1893 si ristrutturò come società fiduciaria e si rinominò Trust Company of Georgia.

### Sun Bank
Il primo predecessore della Sun Bank fu fondato nel 1911 come The People's National Bank a Orlando, in Florida. Nel 1920 divenne la First National Bank. All'inizio degli anni '30, durante la Grande Depressione, la First National Bank and Trust Company fallì. Fu riorganizzata il giorno di San Valentino del 1934 come First National Bank a Orlando.
Nel 1973, la banca si fuse con altre banche di Orlando per diventare SunBanks. Al 31 dicembre 1973, aveva tre filiali bancarie e un patrimonio totale di 1,713 miliardi di dollari.
All'inizio degli anni '80, la banca perseguì ulteriori fusioni, posizionandosi per lo stato della Florida per consentire eventualmente il sistema bancario interstatale. Ha incorporato la Hillsboro Bank, con sede a Plant City, un'istituzione con 150 milioni di dollari di attività e la terza banca statale più antica con 89 anni alle spalle. Acquistò anche la Florida State Bank di Tallahassee, con la quale aveva cercato di fondersi nel 1973, quando l'economia si inaspriva.
Nel maggio 1983, Sun annunciò un accordo per la Flagship Bank Inc., con sede a Miami, con 3,3 miliardi di dollari di attività, che posizionava Sun come una delle più grandi holding bancarie della Florida. L'accordo con Flagship è stato il settimo raggiunto da Sun in meno di un anno.

### Fusione con la Trust Company of Georgia
Nel 1985, Trust Company of Georgia e SunBanks si fusero per formare SunTrust Banks, Inc. La società risultante dalla fusione aveva sede ad Atlanta e ha continuato ad operare come Trust Company Bank in Georgia e Sun Bank in Florida.
La società appena fusa ha concluso il suo primo grande affare un anno dopo, quando ha acquistato la Third National Corporation di Nashville. Tuttavia, ha continuato a utilizzare il nome Third National nel Tennessee. Nel 1995, SunTrust ha ritirato i nomi Trust Company Bank, Sun Bank e Third National e ha rinominato tutte le sue filiali bancarie come SunTrust.
SunTrust ha acquistato Crestar Financial Corporation di Richmond, Virginia nel 1998, allargandosi in Virginia, Maryland e nel Distretto di Columbia. Crestar è stata fondata nel 1865 come State Planters Bank of Commerce and Trusts, diventando United Virginia Bank nel 1969 e Crestar nel 1987.  Il primo predecessore di Crestar (e SunTrust), la Farmers Bank of Alexandria, fu fondata nel 1811. 
Nel 1988, Suntrust è stata aggiunta all'indice dei prezzi azionari S&P 500. 
Nel 2001, SunTrust ha acquistato le attività istituzionali della Robinson-Humphrey Company, LLC. creando SunTrust Robinson-Humphrey.
La società ha acquistato la National Commerce Financial Corporation (NCF) con sede a Memphis per 7 miliardi di dollari nel 2004. La banca operava come National Bank of Commerce in South Carolina, Tennessee, Mississippi, Arkansas, Alabama, Georgia, Virginia e West Virginia e come Central Carolina Bank and Trust in North Carolina. Questa acquisizione ha permesso a SunTrust di entrare per la prima volta in Alabama, Carolina e West Virginia e ha aumentato sostanzialmente la sua presenza negli altri stati. 
Nel 2013, la banca ha guidato un gruppo bancario che comprendeva Fifth Third Bank e Florida Community Bank che ha contribuito a finanziare l'acquisizione di BEL USA, la società madre proprietaria di DiscountMugs, da parte di Comvest Partners, una società di private equity. 
Il 16 settembre 2014, gli Atlanta Braves hanno annunciato il nome del loro nuovo stadio della contea di Cobb: SunTrust Park.  Il progetto di costruzione da 1,1 miliardi di dollari nella contea di Cobb includeva The Battery Atlanta, un quartiere di ristoranti, negozi, uffici, un hotel e spazi residenziali direttamente collegati al parco, tutti realizzati durante la costruzione dello stadio stesso. Il nome SunTrust Park è stato utilizzato fino alla stagione 2020, quando è stato ribattezzato Truist Park.

### Truist Financial Corporation
Il 7 febbraio 2019 BB&T (Branch Banking and Trust Company), una holding bancaria con sede a Charlotte, nella Carolina del Nord, ha annunciato che avrebbe acquisito SunTrust per creare la sesta banca più grande degli Stati Uniti, con un patrimonio di 442 miliardi di dollari e una capitalizzazione di mercato di circa 66 miliardi. La sede resta a Charlotte ma cambia il nome, Truist Financial Corporation. Tuttavia, Truist manterrà importanti operazioni ad Atlanta. Successivamente è stato annunciato che Atlanta sarà il quartier generale di Truist per il settore bancario all'ingrosso. SunTrust era stata l'ultima grande banca con sede ad Atlanta, capitale finanziaria del sud per gran parte del XX secolo.
La fusione si è chiusa il 6 dicembre 2019.

## Rapporto con la Coca Cola
SunTrust aveva un rapporto di lunga data con The Coca-Cola Company. Nel 1919, Ernest Woodruff, presidente della Trust Company dal 1904 al 1922, e W. C. Bradley acquistarono la Coca-Cola Company per 25 milioni di dollari e la ristrutturarono. La Trust Company of Georgia ha contribuito a sottoscrivere l'offerta pubblica iniziale, accettando azioni di Coca-Cola in cambio dei suoi servizi. Quattro anni dopo, suo figlio, Robert W. Woodruff, fu eletto presidente della Coca-Cola, incarico che avrebbe mantenuto fino al 1954 e membro del consiglio di amministrazione fino al 1984.
Di conseguenza, SunTrust possedeva 48,3 milioni di azioni (3,58%) di Coca-Cola a partire dal 2006, con una base di costo GAAP di 110.000 dollari. Inoltre, la copia originale della formula di Coca-Cola è stata conservata in una cassetta di sicurezza di un'eventuale sede SunTrust ad Atlanta (originariamente una sede della Trust Company Bank) dal 1925 al 2011. Alla fine è stata spostata in un caveau appositamente costruito nel World of Coca-Cola, sempre ad Atlanta.
Nel corso degli anni, i dirigenti di Coca-Cola fecero parte del consiglio di amministrazione di SunTrust e i dirigenti di SunTrust fecero parte del consiglio di amministrazione di Coca-Cola.
SunTrust iniziò a cedere le azioni di Coca-Cola nel maggio 2007, quando vendette 4,5 milioni, ovvero il 9% della sua posizione.  Nel 2008, la banca vendette altri 10 milioni di azioni, donò 3,6 milioni alla fondazione di beneficenza di SunTrust ed elaborò  un piano per vendere più azioni nel 2014 e nel 2015.
Tuttavia, nel settembre 2012, SunTrust cedette tutte le sue azioni Coca-Cola per volere della Federal Reserve.  SunTrust fu costretta a ripresentare il suo piano di capitale – noto come Comprehensive Capital Analysis and Review (CCAR) – dopo aver fallito parte dello stress test nel marzo 2012. Le azioni Coca-Cola (o qualsiasi partecipazione azionaria) detenute da SunTrust avrebbero pesato sul coefficiente patrimoniale della banca in base alle nuove regole patrimoniali di Basilea III. Così, SunTrust decise di accelerare il suo piano e vendette le azioni Coca-Cola prima del previsto.